# Смешанная парная сборная Финляндии по кёрлингу на колясках
Смешанная парная сборная Финляндии по кёрлингу на колясках — смешанная национальная сборная команда (составленная из одного мужчины и одной женщины), представляет Финляндию на международных соревнованиях по кёрлингу на колясках. Управляющей организацией выступает Ассоциация кёрлинга Финляндии (фин. Suomen Curlingliitto, англ. Finnish Curling Association).

## Результаты выступлений

### Чемпионаты мира
| Год  | Место | Игры | Победы | Поражения | Состав (женщина, мужчина, тренер)                           |
| ---- | ----- | ---- | ------ | --------- | ----------------------------------------------------------- |
| 2022 | 16    | 8    | 3      | 5         | Сари Карьялайнен, Маркку Карьялайнен, тренер: Juuso Rasanen |
| 2023 | 19    | 9    | 3      | 6         | Сари Карьялайнен, Маркку Карьялайнен, тренер: Juuso Rasanen |
| 2024 | 11    | 6    | 3      | 3         | Ritva Lampinen, Harry Tuomaala, тренер: Lauri Ikavalko      |
| 2025 | 17    | 6    | 1      | 5         | Ritva Lampinen, Harry Tuomaala, тренер: Эркки Лилл          |

(данные отсюда:)